# Technomyrmex jocosus
Technomyrmex jocosus é uma espécie de formiga do gênero Technomyrmex.